# Sinognorisma
Sinognorisma là một chi bướm đêm thuộc họ Noctuidae.